# Енріке Лопіш де Мендонса
Енріке Лопіш де Мендонса (порт. Henrique Lopes de Mendonça; 1856, Лісабон — 24 серпня 1931, там само) — португальський поет і драматург. За родом занять — морський офіцер.
Написав декілька п'єс і, разом зі своїм другом, композитором Альфредо Кейлом, став автором тексту пісні майбутнього Португальського гімну, A Portuguesa, який був прийнятий у 1911 році.